# هيكارو ساتو
هيكارو ساتو (باليابانية: 佐藤光留؛ بالكانا: さとう ひかる) هو فنان قتال مختلط ياباني، ولد في 8 يوليو 1980 في أوكاياما في اليابان.

## وصلات خارجية
- هيكارو ساتو على موقع شيردوغ (الإنجليزية)
- هيكارو ساتو على موقع CageMatch worker (الإنجليزية)
- هيكارو ساتو على موقع IMDb (الإنجليزية)